# Go!プリンセスプリキュア サウンドアルバム
『Go!プリンセスプリキュア サウンドアルバム』は、東堂いづみ原作によるアニメシリーズ第12作『Go!プリンセスプリキュア』のボーカルアルバム、オリジナル・サウンドトラックシリーズ。

## ボーカルアルバム

### つよく、やさしく、美しく。
『Go!プリンセスプリキュア』初のボーカルアルバムで、主題歌・挿入歌・新録曲やメインキャラクターのイメージソングを全12曲収録している。オープニングテーマ・エンディングテーマもフルサイズで収録。初回封入特典として、ジャケットイラストステッカーが同梱されている。ジャケットイラストには、プリキュアの4人がプリントされている。
1. Miracle Go!プリンセスプリキュア(3:23)
歌：礒部花凜
作詞：大森祥子、作曲：渡辺亮希、編曲：渡辺亮希・池田大介
2. ドリームガーデン(4:50)
歌：北川理恵
作詞：山本成美、作曲・編曲：高木洋
3. Be a princess☆(4:37)
歌：春野はるか（CV：嶋村侑）
作詞：山本成美、作曲：うちやえゆか、編曲：安保一平
4. Heart Pearl(4:51)
歌：キュアマーメイド（CV：浅野真澄）
作詞：六ツ見純代、作曲・編曲：前田克樹
5. ハイエンド・スター(4:24)
歌：キュアトゥインクル（CV：山村響）
作詞：只野菜摘、作曲：間瀬公司、編曲：大石憲一郎
6. 赤のコンチェルト(3:52)
歌：キュアスカーレット（CV：沢城みゆき）
作詞：大森祥子、作曲：小杉保夫、編曲：高木洋
7. 夢旅☆Go!ing My Way(3:57)
歌：茂家瑞季
作詞：六ツ見純代、作曲：林ももこ、編曲：安保一平
8. Royal Fairy Courage(3:44)
歌：パフ（CV：東山奈央）&アロマ（CV：古城門志帆）
作詞：大森祥子、作曲・編曲：高木洋
9. つよく、やさしく、美しく。(4:40)
歌：キュアフローラ（CV：嶋村侑）、キュアマーメイド（CV：浅野真澄）、キュアトゥインクル（CV：山村響）、キュアスカーレット（CV：沢城みゆき）
作詞：大森祥子、作曲：小杉保夫、編曲：高木洋
10. Proof of life 〜夢見るこころ〜(4:38)
歌：礒部花凜
作詞：青木久美子、作曲：浅田直、編曲：前田克樹
11. Dreamin' Bloomin'(5:09)
歌：キュアフローラ（CV：嶋村侑）
作詞：大森祥子、作曲：浅田直、編曲：大石憲一郎
12. ドリーミング☆プリンセスプリキュア(3:15)
歌：北川理恵
作詞：マイクスギヤマ、作曲：山本清香、編曲：多田彰文

### 〜For My Dream〜
『Go!プリンセスプリキュア』ボーカルアルバム第2弾で、後期エンディングテーマ・挿入歌・新録曲やメインキャラクターのイメージソングを全11曲収録している。初回封入特典として、ジャケットサイズ・ステッカーが同梱されている。ジャケットイラストには、変身前のプリキュアの4人の制服姿がプリントされている。
1. Primal Place
歌：キュアフローラ（CV：嶋村侑）
作詞：只野菜摘、作曲・編曲：RegaSound
2. Brave Ripple
歌：キュアマーメイド（CV：浅野真澄）
作詞：大森祥子、作曲・編曲：梅堀淳
3. Showtime! Dress up!
歌：キュアトゥインクル（CV：山村響）
作詞：深青結希、作曲・編曲：若林充
4. ENDLESS TORCH
歌：キュアスカーレット（CV：沢城みゆき）
作詞：六ツ見純代、作曲・編曲：中山崇史
5. 夢の世界へ
歌：礒部花凜&北川理恵
作詞：Funta3、作曲・編曲：Funta7
6. 明日は晴れるよね?!
歌：春野はるか（CV：嶋村侑）&七瀬ゆい（CV：佳村はるか）
作詞：青木久美子、作曲・編曲：Funta7
7. Perfect Black
歌：クローズ（CV：真殿光昭）、シャット（CV：日野聡）、ロック（CV：甲斐田ゆき）
作詞：青木久美子、作曲：高取ヒデアキ、編曲：籠島裕昌
8. プリンセスの条件
歌：キュアフローラ（CV：嶋村侑）、キュアトゥインクル（CV：浅野真澄）、キュアトゥインクル（CV：山村響）、キュアスカーレット（CV：沢城みゆき）
作詞：只野菜摘、作曲・編曲：高木洋
9. ストリングス
歌：カナタ（CV：立花慎之介）&トワ（CV：沢城みゆき）
作詞：六ツ見純代、作曲・編曲：高木洋
10. Joyful!プリキュアクリスマス
歌：春野はるか（CV：嶋村侑）、海藤みなみ（CV：浅野真澄）、天ノ川きらら（CV：山村響）、紅城トワ（CV：沢城みゆき）
作詞：マイクスギヤマ、作曲・編曲：石塚玲依
11. 夢は未来への道〜キュアフローラVer.〜
歌：北川理恵
作詞：マイクスギヤマ、作曲・編曲：石塚玲依

### ボーカルベスト
『Go!プリンセスプリキュア』ボーカルアルバム第1弾と第2弾から厳選したベスト・アルバム。プリキュアたちが歌うキャラクターソングを収録しており、加えて後期ED主題歌「夢は未来への道」の4バージョンのフルサイズ、新曲としてミス・シャムールとクロロのキャラクターソングを収録している。
1. Miracle Go!プリンセスプリキュア
歌：礒部花凜
作詞：大森祥子、作曲：渡辺亮希、編曲：渡辺亮希・池田大介
2. ドリーミング☆プリンセスプリキュア
歌：北川理恵
作詞：マイクスギヤマ、作曲：山本清香、編曲：多田彰文
3. Primal Place
歌：キュアフローラ（CV：嶋村侑）
作詞：只野菜摘、作曲・編曲：RegaSound
4. Brave Ripple
キュアマーメイド（CV：浅野真澄）
作詞：大森祥子、作曲・編曲：梅堀淳
5. ハイエンド・スター
歌：キュアトゥインクル（CV：山村響）
作詞：只野菜摘、作曲：間瀬公司、編曲：大石憲一郎
6. 赤のコンチェルト
歌：キュアスカーレット（CV：沢城みゆき）
作詞：大森祥子、作曲：小杉保夫、編曲：高木洋
7. つよく、やさしく、美しく。
歌：キュアフローラ（CV：嶋村侑）、キュアマーメイド（CV：浅野真澄）、キュアトゥインクル（CV：山村響）、キュアスカーレット（CV：沢城みゆき）
作詞：大森祥子、作曲：小杉保夫、編曲：高木洋
8. ストリングス
歌：カナタ（CV：立花慎之介）&トワ（CV：沢城みゆき）
作詞：六ツ見純代、作曲・編曲：高木洋
9. プリンセスの条件
歌：キュアフローラ（CV：嶋村侑）、キュアマーメイド（CV：浅野真澄）、キュアトゥインクル（CV：山村響）、キュアスカーレット（CV：沢城みゆき）
作詞：只野菜摘、作曲・編曲：高木洋
10. レッスンスタート!!
歌：ミス・シャムール（CV：新谷真弓）&クロロ（CV：甲斐田ゆき）
作詞：大森祥子、作曲・編曲：若林充
11. 夢は未来への道〜キュアフローラVer.〜
歌：北川理恵
作詞：マイクスギヤマ、作曲・編曲：石塚玲依
12. 夢は未来への道〜キュアマーメイドVer.〜
13. 夢は未来への道〜キュアトゥインクルVer.〜
14. 夢は未来への道〜キュアスカーレットVer.〜

## オリジナル・サウンドトラック

### テレビシリーズ1
ABC・テレビ朝日系放送テレビアニメ『Go!プリンセスプリキュア』のオリジナル・サウンドトラック第1弾。
収録されている全34曲のBGMは高木洋が制作を担当。また、主題歌の『Miracle Go!プリンセスプリキュア』と『ドリーミング☆プリンセスプリキュア』両曲のテレビサイズ・バージョンを収録。初回限定封入特典としてジャケットサイズ・ステッカーが同梱された。ジャケットイラストには、キュアフローラ・キュアマーメイド・キュアトゥインクルの3人のプリキュアがプリントされている。
1. プリキュア・プリンセスエンゲージ!
2. Miracle Go!プリンセスプリキュア（TVサイズ）
3. 私、プリンセスになる!
4. サブタイトル
5. ごきげんよう
6. ノーブル学園へようこそ
7. 可愛いものみつけた
8. カナタの思い出
9. プリンセスの休日
10. オシャレに決めよう
11. 星空のファッションショー
12. キラキラの日々
13. 夢見る気持ち
14. めざせ!グランプリンセス
15. がんばってはみたものの
16. 夢見る乙女、妄想中
17. プリンセスの晩餐会
18. プリンセスキャッチ
19. 遥かなる希望の国
20. 見えない恐怖
21. 絶望の魔女ディスピア
22. 闇の三銃士
23. ゼツボーグ出現
24. 蹂躙される夢
25. あきらめない想い
26. 夢を守りたい
27. プリキュア・プリンセスエンゲージ! 〜short ver.キュアフローラ edit〜
28. つよく、やさしく、美しく!
29. お覚悟はよろしくて
30. 華麗なる戦い
31. エクスチェンジ!モードエレガント
32. 夢は輝いてるよ
33. 響きあう心
34. 響きあう心 〜reprise〜
35. ドリーミング☆プリンセスプリキュア（TVサイズ）
36. 夢へGoGo!ごきげんよう!

### 映画サウンドトラック
2015年10月31日公開の劇場版『映画 Go!プリンセスプリキュア Go!Go!!豪華3本立て!!!』のオリジナル・サウンドトラック。収録されている23曲のBGMは高木洋が制作を担当。また、主題歌・挿入歌の映画サイズ版を収録。初回限定封入特典としてジャケットサイズ・ステッカーが同梱された。
トラック構成は1曲目が『キュアフローラといたずらかがみ』、2〜21曲目が『パンプキン王国のたからもの』、22〜28曲目が『プリキュアとレフィのワンダーナイト!』のそれぞれの使用楽曲となっている。
1. キュアフローラといたずらかがみ
2. Miracle Go!プリンセスプリキュア（映画サイズ）
3. パンプキンカフェ
4. ゼツボーグ登場!!
5. プリキュア・プリンセスエンゲージ!
6. パンプキン王国
7. 心を忘れた王様
8. パンプルル姫
9. プリンセス大会
10. はるか、王国の秘密をさぐる
11. パンプルルの想い出
12. ウォープの邪悪なたくらみ
13. はるかの挑戦〜家族のプリン
14. キュアフローラ対ゼツボーグ
15. あざ笑うウォープ
16. ウォープ対プリキュア
17. ウォープの恐怖
18. Sharin' Miracle（映画サイズ）
19. ハロウィンの奇跡
20. ほんとうの宝物
21. KIRA KIRA（映画サイズ）
22. 気がつくと、そこは…
23. Happy Happening♪（映画サイズ）
24. レフィの願い
25. ナイトパンプキン対プリキュア
26. 城の上をめざせ
27. 光ふたたび
28. 夢は未来への道〜キュアフローラVer.〜（映画サイズ）

### テレビシリーズ2
ABC・テレビ朝日系放送テレビアニメ『Go!プリンセスプリキュア』のオリジナル・サウンドトラック第2弾。
収録されている全34曲のBGMは高木洋が制作を担当。また、主題歌の『Miracle Go!プリンセスプリキュア』のTV後期で使われている2番の歌詞使用テレビサイズ・バージョンと『夢は未来への道』キュアフローラVer.のテレビサイズ・バージョン、ボーナストラックとして「カナタのメロディ」「トワのメロディ」それぞれのバイオリンソロバージョンと「プリキュア・プリンセスエンゲージ!」「マニフィック!プリンセスプリキュア!」のコーラス無しバージョンを収録。初回限定封入特典としてジャケットサイズ・ステッカーが同梱された。ジャケットイラストには、4人のプリキュアがプリントされている。
1. マニフィック!プリンセスプリキュア!
2. Miracle Go!プリンセスプリキュア（TVサイズ歌詞2番）
3. カナタのメロディ
4. トワのメロディ
5. ブラックプリンセス
6. 強敵との戦い
7. 危機迫る激闘
8. すれ違う気持ち
9. カナタとトワのメロディ
10. プリキュア・プリンセスエンゲージ!〜short version〜
11. 希望の炎キュアスカーレット
12. プリキュア・フェニックスブレイズ!
13. 響きあう心〜full version〜
14. どうかいたしまして?
15. わくわくが止まらない
16. プリンセスレッスン、スタート!
17. ごめんあそばせ大騒ぎ
18. ここが正念場
19. プリンセスの魔法
20. プリキュア・エクラ・エスポワール!
21. 心の迷子
22. 絶望の森
23. 見失った夢
24. プリンセスパレス
25. プリンセスのオルゴール
26. 闇の戦慄
27. 魔女の復活
28. 終末のとき来たる
29. 踊る狂気
30. 勇気の戦陣
31. 乙女、走る
32. グランプリンセス
33. プリキュア・グラン・プランタン!
34. 友情の泉
35. 夢は輝いてるよ〜full version〜
36. 夢は未来への道〜キュアフローラVer.〜（TVサイズ）
37. カナタのメロディ〜violin solo〜（ボーナストラック）
38. トワのメロディ〜violin solo〜（ボーナストラック）
39. プリキュア・プリンセスエンゲージ!〜without chorus version〜（ボーナストラック）
40. マニフィック!プリンセスプリキュア!〜without chorus version〜（ボーナストラック）